# ローラ・エケ
ローラ・エケ（Laura Hecquet,1984年4月8日 - ）は、フランスのバレエダンサーである。4歳半でバレエを始め、10歳でパリのコンセルヴァトワールに入学した。2000年から2年間、パリ・オペラ座バレエ学校で学んだ後に2002年にパリ・オペラ座バレエ団に入団した。負傷などによって一時期舞台を離れたものの、復帰後の2015年3月にエトワールに任命された
。しばしば「ローラ・エッケ」とも表記される。

## 経歴
フランス北部、ノール県の出身。両親は音楽を好んでいて、父はアコーディオン、母はオルガンを弾き、家庭は常に音楽とともにあった。幼少時の夢は「総理大臣」で、エディット・クレッソンのように権力を持ちたいと思っていたという。
4歳半のときにバレエを始めたが、エケ自身によれば「ダンスというより小さな子どもの身体能力の啓発的なクラス」で、もっと身体を動かしたいと思った彼女は半年ほどで辞めている。改めてクラシック・バレエを習い始めたのは6歳のときであった。エケは「音楽が聞こえてくると体を身体を動かしたくなる質」だったので、両親に願い出て再度バレエを始めた。
10歳のときにパリのコンセルヴァトワールに入学して首席となり、16歳でパリ・オペラ座バレエ学校に編入した。編入の理由は、幼少時からのパリ・オペラ座バレエ団への強い憧れであった。エケにとって、パリ・オペラ座バレエ学校での日々は素晴らしい授業を受ける機会に恵まれていた。ただし、それは同時に非常に真剣で厳しいもので、時折「踊る喜び」を忘れてしまうのではないか、と危惧を覚えたほどであったが、良い思い出にもなった。
2002年、バレエ学校卒業後に入団試験でトップの成績を収め、パリ・オペラ座バレエ団に入団した。入団後すぐの昇進コンクールで2003年にコリフェに昇進した。同年の5月には、若手ダンサーの公演で踊る機会を得るなど順調なダンサー生活のスタートであった。
2005年には昇進コンクールで『ノートルダム・ド・パリ』（ローラン・プティ振付）のエスメラルダを踊り、トップの成績でスジェに昇進した。2006年、パリ・オペラ座バレエ団所属の期待の若手ダンサーを対象として与えられるカルポー賞を受賞した。スジェ昇進後に『ラ・バヤデール』のガムザッティや『椿姫』のマノンなどの大役を踊る機会も得ている。
順調に見えたエケのキャリアは、スジェ昇進後しばらくしてから上手く進まなくなった。スジェから上の階級を目指すための昇進コンクールがあってもプルミエール・ダンスーズの空席がない年や、コンクールで成果を出せなかった年が続き、上位への昇進がなかなかできなかった。
エケにとって最大の危機が訪れたのは、2009年10月のことであった。『ジゼル』公演でウィリーの女王ミルタを踊っている最中に負傷し、1年以上の休業を余儀なくされた。翌年11月にモスクワでの『白の組曲』（セルジュ・リファール振付）のシエスト（パ・ド・トロワ）を踊って舞台復帰を果たしたものの、思うような表現ができずに悩む日々が続いた。さらに、休業中に才能豊かな若手ダンサーが次々と出現してきた。失意の日々の中で、エケを支えたのはバレエを愛する心であった。バレエを愛するからこそ、彼女は自分の可能性を信じ続けて努力を怠らなかった。
停滞していたエケのキャリアの転換点となったのは、2014年の夏に東京で開催された「エトワール・ガラ」だった。エレオノーラ・アバニャートが開催直前で降板し、公演プロデューサのバンジャマン・ペッシュから直々にオファーを受けたのは出発の直前であった。もともと彼女とペッシュは気が合う間柄であり、予定演目もよかったことからすぐに「ウィ！」と答えている。出演準備は短期間であったが、大好きな作品を踊ることができるため、ストレスはなかった。そして「エトワール・ガラ」の共演者とは全員気が合って、良いエネルギーに満たされた2週間を送ることができた。イザベル・ゲランと仕事をする機会に恵まれたのも、彼女にとって良い経験となった。
さらに当時のパリ・オペラ座バレエ団芸術監督のバンジャマン・ミルピエ（2014年11月-2016年7月在任）が彼女を登用した。彼が着任してすぐに開催された昇進コンクールで、エケはプルミエール・ダンスーズへの昇進を果たした。さらにその3か月後、2015年3月23日に『白鳥の湖』（ルドルフ・ヌレエフ振付）の舞台上で彼女はミルピエによってエトワールに任命された。ミルピエの短い在任期間中で、エトワールに任命されたのは彼女だけであった。
エトワール任命後のエケは2017年の日本公演キャンセルがあったものの、2020年の秋に開催されたオペラ・ガルニエでの公演「オペラ座のエトワールたち」で元気な姿を見せている。この公演ではマチュー・ガニオとステファン・ビュリヨンを相手役として『椿姫』のパ・ド・ドゥ（ジョン・ノイマイヤー振付)を踊った。

## 人物
エケは自分の性格を「とてもエネルギッシュでアクティブ」と分析している。2015年頃から友人の勧めによって、朝晩の日課として日課にメディテーションを取り入れている。この成果により、以前のような焦りや神経質な気分を感じることがなくなり、周囲に対しても心が開放されて前向きに対処することができるようになった。負傷による長期の休業について「辛かったけど、こうした時期をやり過ごせるようになれるって、人間ってすごい力を持ってるって言える。（中略）この休業でパワーとエネルギーを与えられたわ、これは確かよ」と回顧した。
エケは幼いころから動物好きで、犬のタガダ（キャバリア・キング・チャールズ・スパニエル）と猫のギルベールを飼っている。タガダを飼う契機となったのは、2013年の昇進コンクールであった。このコンクールではプルミエール・ダンスーズの空席1つを同僚のアマンディーヌ・アルビッソンと競い、アルビッソンが1位、エケが2位という結果でプルミエール・ダンスーズへの昇進を逃した。それでもエケは自分の頑張りに対する褒美として、タガダを飼い始めた。タガダの存在によって、彼女の感覚では、瞬く間にエトワールへの道が開けていった。エケは「タガダは私の幸運の犬なんです」と後にインタビューで答えている。
彼女にチャンスを与えたバンジャマン・ミルピエについて、エケは深く感謝している。「私を信じてエトワールというタイトルをくれた彼に、これからは私が応える番なの」と発言し、続けて「彼の判断は間違っていなかった、と皆に思ってもらえるような表現をしていきたいと強く願っているわ」と述べている。
2014年のインタビューでエケは「ダンサーでなければ何の仕事をしていたと思うか」という質問に「ダンス以外、何も考えられない」と答え、ダンサーとしての定年後については、ダンスの指導者を志望していることを明かした。キャリアを重ねるにつれてその意思が強くなっているが、都会の喧騒を嫌う彼女は「オペラ座があるから、今は住んでるけど・・。私には自然 、静けさが必要なの」と語った。

## レパートリーと評価
エケは172センチメートルと長身で、美貌に加えて優れた舞踊技巧と洗練された表現力を兼ね備え、フランス・バレエのエレガンスを感じさせるダンサーと評価される。パリ・オペラ座バレエ団にはステファン・ビュリオン、エルヴェ・モロー、フローリアン・マニュネ、オードリック・ベザールなどの長身でパートナーとしても優秀なダンサーが多く、恵まれた環境である。彼らの中でも感受性という点で相性が良いのはエルヴェ・モローだとエケは自己評価している。
2002年の入団当時、オペラ座のダンサーはクラシック・バレエを踊るグループとコンテンポラリーを踊るグループに分かれていた。トップの成績で入団したエケは自然にクラシック・バレエを、踊るグループに配されていた。周囲には「チュチュのクラシック」という印象を与えていたため、2005年の昇進コンクールでは「あえて自分の違う面を見せよう」との思いから自由作品に『ノートルダム・ド・パリ』のエスメラルダを選んだ。このときのコンクールでは、審査員の存在を忘れてしまうくらいに踊りの純粋な喜びを感じたという。
エケはコンテンポラリーを踊る機会が少なかったが、ずっとクラシック・バレエを踊ってきたので「コンテンポラリー作品も踊ってみたい」とリクエストを入れた。その理由は、コンテンポラリーに取り組むことでの成長と、コンテンポラリーの新たな動きを得ることによって自らのクラシック・バレエをより深いものにできるとの思いであった。その後はウィリアム・フォーサイスなどの先鋭的な諸作品にも挑戦して、表現の幅を広げている。